# Daryapur
Daryapur es una ciudad y  municipio situada en el distrito de Amravati en el estado de Maharashtra (India). Su población es de 36463 habitantes (2011). Se encuentra a 52 km de Amravati.

## Demografía
Según el censo de 2011 la población de Daryapur era de 36463 habitantes, de los cuales 18590 eran hombres y 17873 eran mujeres. Daryapur tiene una tasa media de alfabetización del 89,74%, superior a la media estatal del 82,34%: la alfabetización masculina es del 92,68%, y la alfabetización femenina del 86,72%.